# Rusingaceros
Rusingaceros — вимерлий рід носорогів, відомий з міоцену острова Русінга, Кенія.

## Відкриття
Rusingaceros відомий з голотипу KNM-RU 2821, майже ідеально збереженого черепа та пов'язаної з ним нижньої щелепи, і з паратипу KNM-RU 2822, верхньої щелепи та пов'язаної з ним нижньої щелепи. Обидва зразки були зібрані в ранньоміоценовій стоянці (Бурдігальський етап) Русінга, розташованій в озері Вікторія в Кенії, з формації Кулу, що датується приблизно 17.5 мільйонами років тому. Додаткові екземпляри, описані Hooijer у 1966 році з місць Сонгхор і Напак, а також нещодавно зареєстровані випадки, дуже фрагментарні та базуються переважно на ізольованих зубах. Rusingaceros є найбільш раннім носорогом «сучасного типу, тобто з сильним носовим і меншим переднім рогом». Це свідчить про те, що Rusingaceros належить до підтриби Rhinocerotina, в межах триби Rhinocerotini.

## Етимологія
Rusingaceros вперше був названий Денісом Джераадсом у 2010 році, типовим видом є Rusingaceros leakeyi. Спочатку він був описаний Hooijer у 1966 році як новий вид Dicerorhinus. Родова назва походить від назви острова Русінга та грецького ceros, «ріг», таким чином, назва означає «ріг острова Русінга».